# Pauline Westdahl
Eleonora Polynetta (Pauline) Emilia Westdahl, född Cronhielm den 24 mars 1810 i Istorps socken, Älvsborgs län, död den 7 augusti 1887 i Visseltofta socken, Kristianstads län, var en svensk författare och pionjär inom väckelserörelsen.

## Biografi
Pauline Westdahl var dotter till hovjägmästaren greve Polycarpus Cronhielm (1774–1810) och Anna Margareta Maria Edenhielm (1771–1810). Hon hade fem syskon. Från 1825 var hon bosatt i Jönköping och gifte sig 1835 med kyrkoherden och hovpredikanten Carl Magnus Westdahl (1798–1865). De fick sex barn. 
Väckelsen i Jönköping på 1840-talet leddes av prästparet Westdahl, som bildade nykterhetsförening och Pauline Westdahl var föreståndare för den bibeldepå som bibelsällskapen inrättat i Jönköping.
År 1848 blev Carl Magnus Westdahl kyrkoherde i Karlshamn och Asarum och efter hans död 1865 bodde Westdahl mestadels i Stockholm, där hon som prästänka hade en årlig pension om knappt 200 kronor. För sitt uppehälle var hon därför tvungen att skaffa sig sidoinkomster och hon hyrde ut rum, översatte och skrev bidrag till tidningar. Hennes första roman Rosor och törnen utkom först 1873, då hon fyllt 63 år.